# Descarrilamiento de tren de Washington de 2017
El descarrilamiento de tren de Washington de 2017 se produjo el 18 de diciembre de 2017, cuando el tren de pasajeros Amtrak Cascades 501 se descarriló cerca de DuPont, Washington, Estados Unidos. Fue el viaje inaugural al sur del Point Defiance Bypass, una nueva ruta ferroviaria de pasajeros construida al sur de Tacoma, Washington. El desvío fue diseñado para velocidades más rápidas y tiempos de viaje más cortos que la ruta anterior utilizada por Cascades. Trece de los catorce vagones del tren se descarrilaron al acercarse a un puente de ferrocarril sobre la Interestatal 5 (I-5). Varios automóviles en la I-5 con dirección sur fueron aplastados y al menos tres personas a bordo del tren murieron. El tren se descarriló a poca distancia de donde la nueva ruta se fusiona con la anterior.

## Antecedentes
El Point Defiance Bypass se construyó entre 2010 y 2017 como reemplazo de la línea principal de ferrocarril BNSF ubicada a lo largo del estrecho de Puget entre el río Nisqually y Tacoma. El desvío de $ 181 millones, usando una ruta hacia el interior que sigue a la I-5, fue construido por el Departamento de Transporte del Estado de Washington (WSDOT) en derecho de paso propiedad de Sound Transit, la autoridad de tránsito regional. El servicio de Amtrak Cascades es un esfuerzo conjunto del Departamento de Transporte de Oregón y el del Estado de Washington, con Amtrak como operador de contratación. A raíz del descarrilamiento del 18 de diciembre, funcionarios electos cuestionaron la seguridad de la circunvalación.

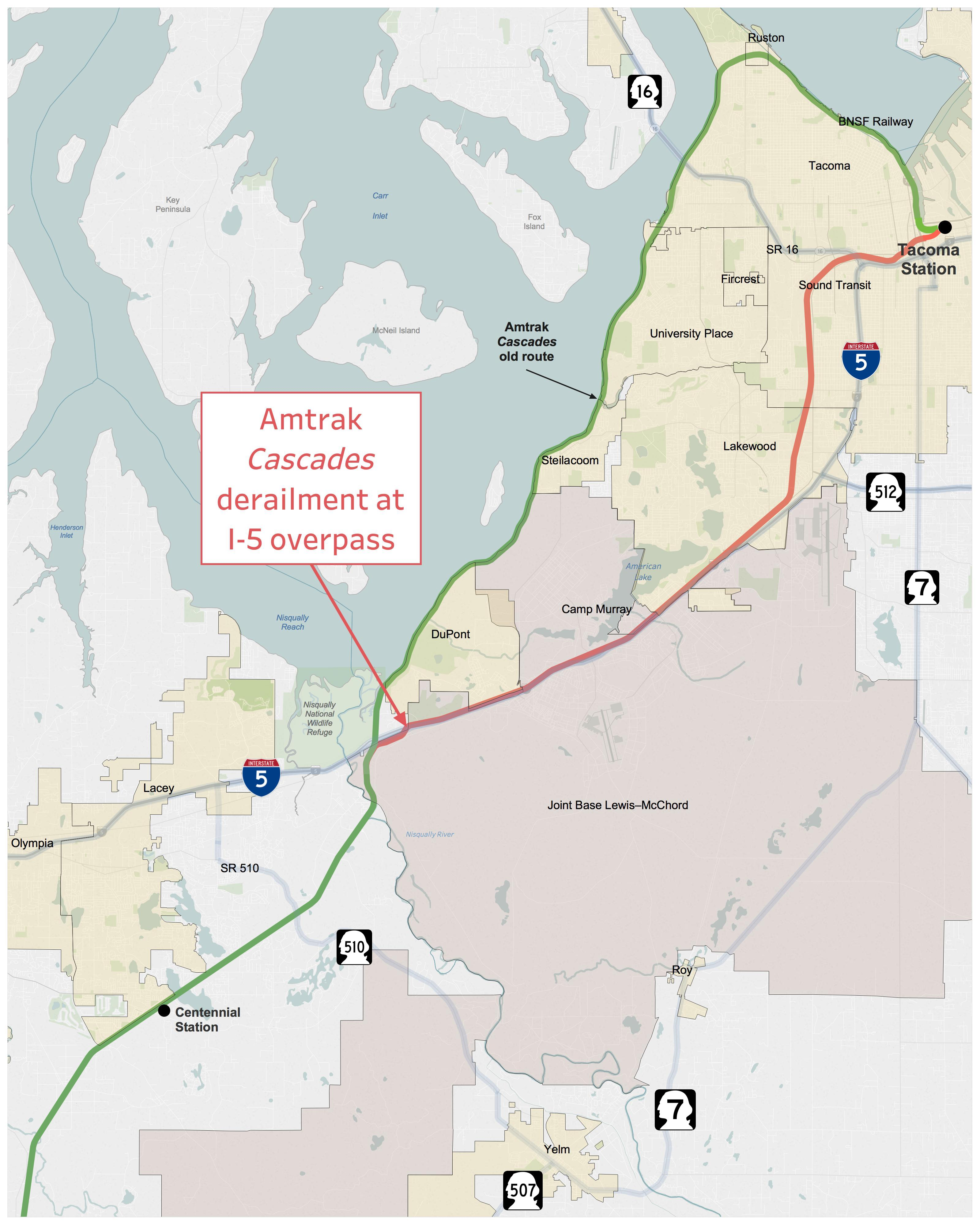
Descripción general de la nueva ruta de Amtrak Cascades (roja), que muestra la ubicación del accidente y la ruta anterior (azul).

Menos de seis meses antes, el 3 de julio de 2017, se había producido un incidente similar, pero no relacionado, a unas 9 millas (14 km) más al norte: varios automóviles de un tren Cascades con rumbo norte se descarrilaron mientras viajaban por la ruta costera de BNSF cerca de Steilacoom. El accidente, que no tuvo víctimas mortales, fue culpado al ingeniero que viajaba más rápido que el límite de velocidad al acercarse a un puente levadizo.

## Descarrilamiento

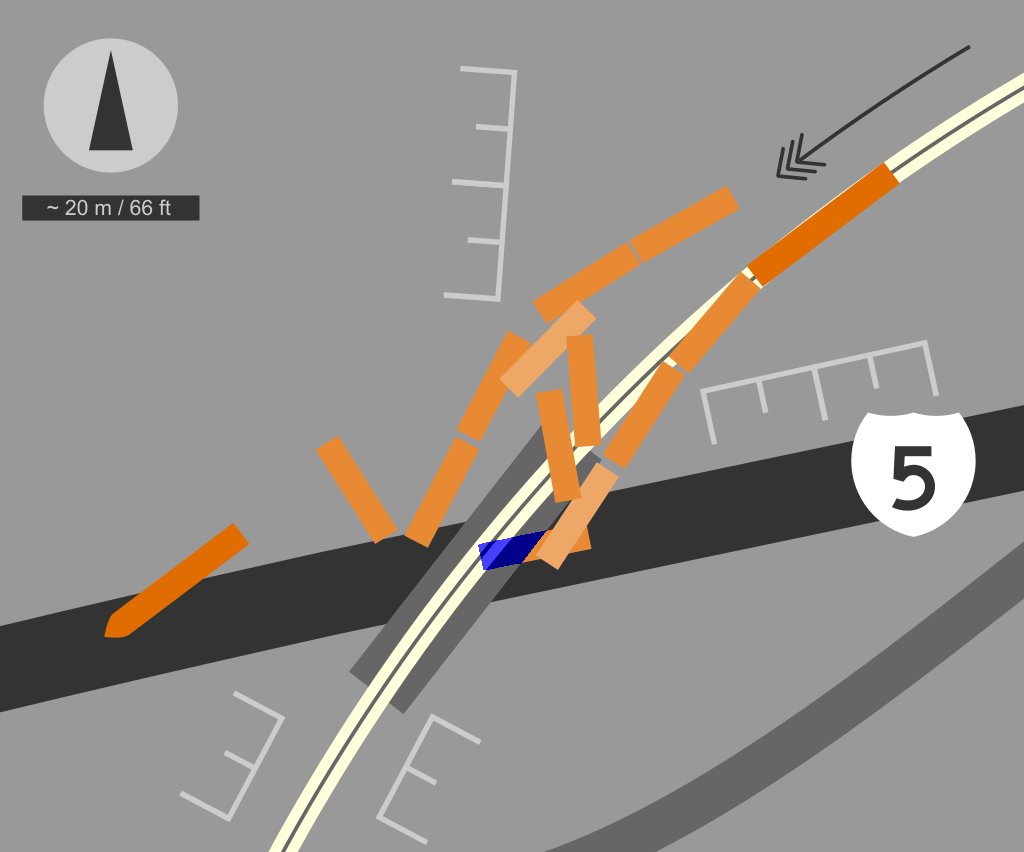
Visión general del sitio esquemático. La locomotora principal es el vehículo más a la izquierda, en los carriles hacia el sur de la Interestatal 5. El vehículo trasero del tren, una locomotora, se encuentra en la parte superior derecha. Tenga en cuenta que un automóvil se encuentra, invertido, debajo del puente (se muestra en azul).

A las 07:33 hora local (15:33 UTC), el tren de pasajeros hacia el sur Amtrak Cascades se descarriló al suroeste de DuPont, a unas 40 millas (64 km) al sur de Seattle y aproximadamente a 5 millas (8 km) al sur de la puerta principal de Base Conjunta Lewis-McChord (JBLM). Trece de los catorce vagones se descarrilaron cuando se acercaban al puente del ferrocarril que cruzaba la I-5 con dirección sur cerca de Mounts Road. La locomotora principal, un nuevo Siemens Charger, y varios vagones bajaron por el terraplén en el lado sur del puente; la locomotora terminó en la I-5 y derramó aproximadamente 350 galones estadounidenses (1.300 L) de combustible. Dos coches terminaron en el tramo del puente, y otros coches salieron del estribo del puente del ferrocarril en el lado norte y en la I-5. La locomotora P42DC trasera (empujador), N.º 181, permaneció en las vías. Siete vehículos, incluidos dos camiones, fueron dañados por los vagones descarrilados del tren, que estaba operando la carrera inaugural de las Cascades en la nueva y más rápida ruta de desvío de Point Defiance entre Lacey y Tacoma. El tren hacia el sur, numerado 501, estaba operando entre Seattle y Portland, Oregón, y estaba funcionando aproximadamente 30 minutos tarde. El tren acababa de doblar a la izquierda cuando descarriló. El director ejecutivo de Amtrak, Richard Anderson, dijo que el control positivo del tren no estaba activo en la pista, un factor citado en el descarrilamiento similar del tren de Filadelfia de 2015.
Tres personas a bordo del tren fueron muertas. Algunos de los ocupantes de los vehículos en la I-5 también resultaron heridos. Setenta y siete personas fueron trasladadas a hospitales cercanos, incluido el Madigan Army Medical Center en JBLM, Providence St. Peter Hospital en Olympia, St. Anthony Hospital en Gig Harbor, Tacoma General Hospital y St. Clare Hospital en Lakewood. Había siete tripulantes (incluido un técnico de Talgo) y unos 77 pasajeros a bordo del tren. Se informó que el tren viajaba a 81.1 millas por hora (130.5 km/h) cuando descarriló, mientras que el límite de velocidad en el segmento de pista curva donde se produjo el descarrilamiento es de 30 millas por hora (48 km/h). El segmento de pista precedente al norte de Mounts Road tiene un límite de 80 millas por hora (128 km/h).

## Consecuencias
Los servicios de Amtrak al sur de Seattle fueron suspendidos temporalmente como resultado del accidente, pero se reanudaron horas más tarde utilizando la ruta costera del ferrocarril BNSF. El tráfico aéreo hacia el sur fue desviado de la I-5 por WSDOT, con rutas alternativas sugeridas hacia el sur en la Ruta Estatal 7 y la Ruta Estatal 507 a través de Yelm, y hacia el norte a través de la península de Kitsap en la Ruta Estatal 16 y la Ruta Estatal 3. Más tarde en el día, la Base Conjunta permitió el tráfico en dirección sur a través de DuPont a la Ruta Estatal 510 cerca de Lacey. Alaska Airlines anunció que había limitado las tarifas de los vuelos entre Seattle y Portland los días 18 y 19 de diciembre.
Algunos de los vagones siniestrados fueron retirados por carretera el 19 de diciembre.

## Investigación

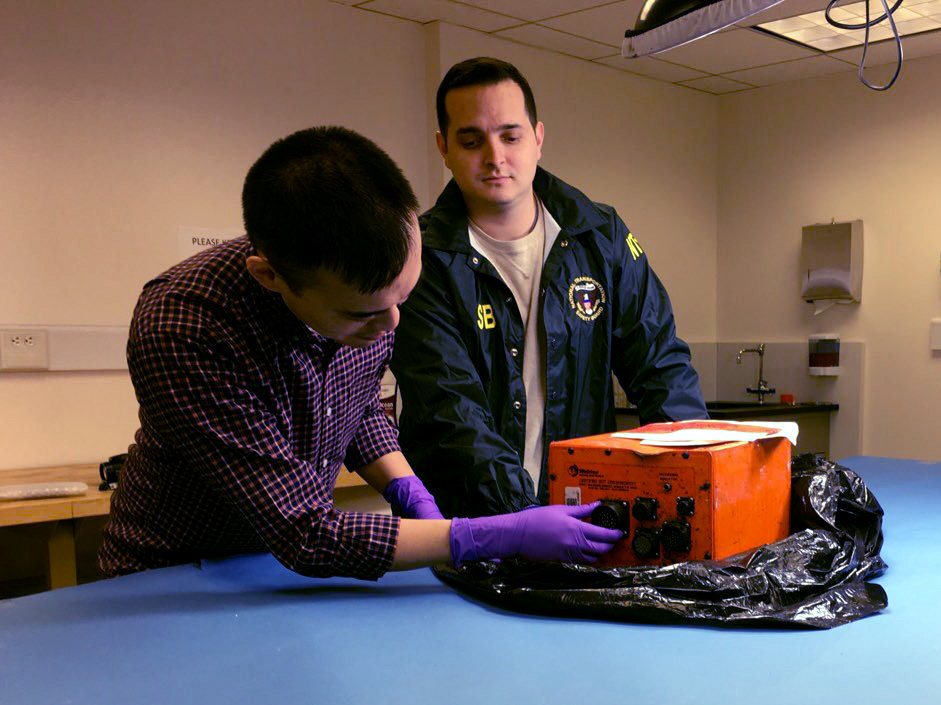
Ben Hsu y Sean Payne, ingenieros de la Junta Nacional de Seguridad del Transporte (NTSB), examinaron el registrador recuperado de la locomotora principal del tren 501 de Amtrak, que descarriló el 18 de diciembre de 2017. El análisis se llevó a cabo en el laboratorio de la NTSB en Washington el 20 de diciembre de 2017.

La Junta Nacional de Seguridad del Transporte (NTSB) abrió una investigación sobre el accidente. Un equipo de NTSB Go Team de 20 miembros fue enviado al sitio del accidente. NTSB anunció en su hallazgo preliminar que el registrador de datos del motor trasero mostraba que el tren viajaba a 80 millas por hora (130 km/h) a través de la zona de 30 millas por hora (48 km/h). Se espera que la investigación en el sitio tome de siete a diez días para completarse.

## Respuesta

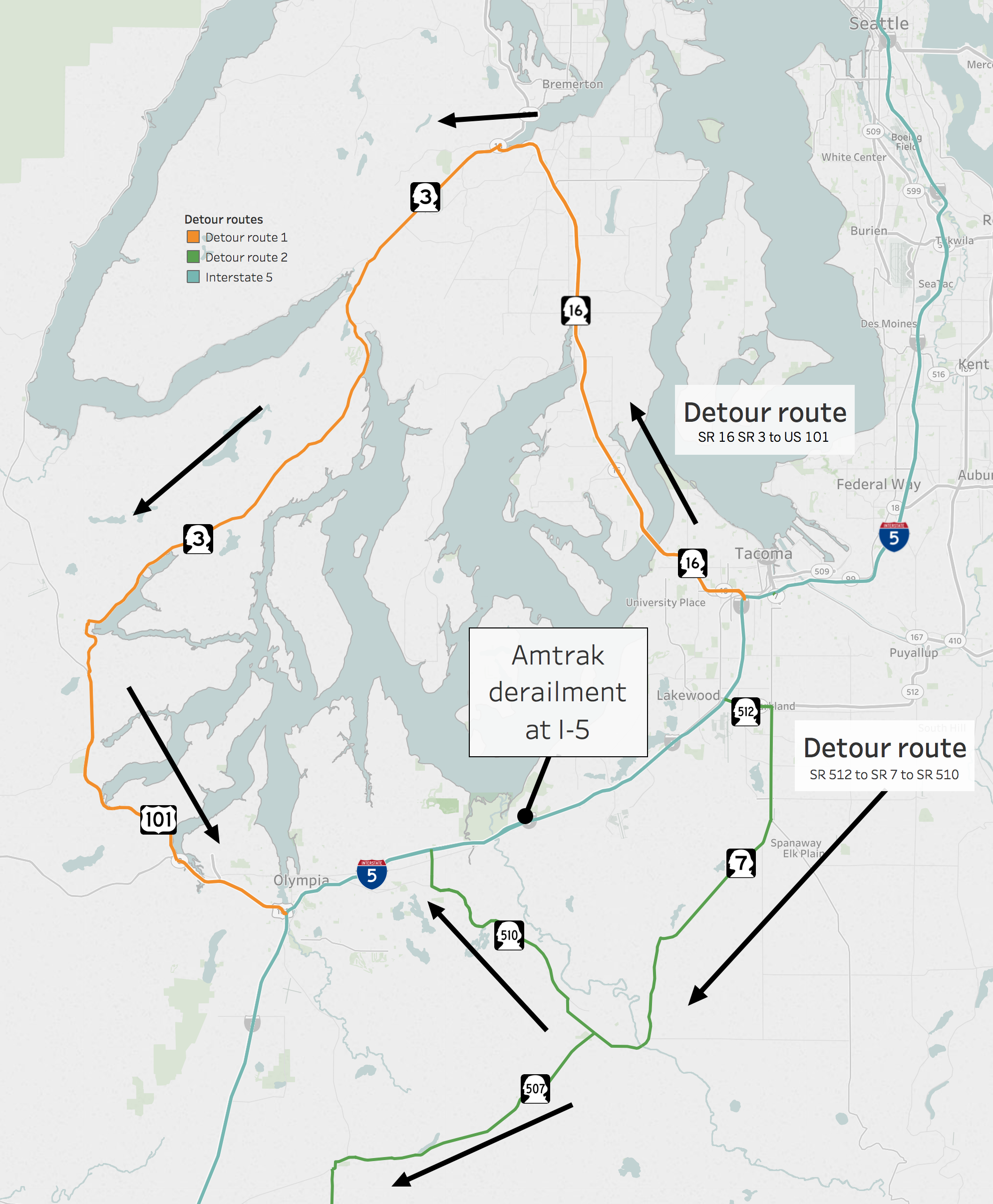
WSDOT recomendó rutas de desvío en la tarde del 18 de diciembre que se extienden más de 70 millas por la ruta norte con un tiempo de viaje de más de 90 minutos, o alternativamente, una ruta sur de 50 millas, con un tiempo de viaje de más de 2 horas.

Pocas horas después del descarrilamiento, el gobernador del estado de Washington Jay Inslee declaró el estado de emergencia y activó el centro de operaciones de emergencia del Departamento Militar de Washington en Camp Murray (adyacente a JBLM) para coordinar la respuesta de varias agencias al incidente. Se estableció un centro civil de apoyo y reunificación en el Ayuntamiento de DuPont. Bloodworks Northwest solicitó donantes de sangre después del accidente.
El presidente de los Estados Unidos Donald Trump dijo en Twitter que el descarrilamiento muestra que su «plan de infraestructura que pronto será presentado debe aprobarse rápidamente». Dijo que «varios billones de dólares» se gastaron en Medio Oriente mientras que la infraestructura de transporte se «derrumba». Un segundo tuit dijo que sus «pensamientos y oraciones están con todos», y agradeció a los primeros en responder. Associated Press dijo que el accidente no ocurrió en una vía mal mantenida, sino en una vía recién construida que formaba parte de una línea recientemente mejorada.